# Грассе, Бернар
Берна́р Грассе́ (фр. Bernard Grasset; 6 марта 1881, Шамбери — 20 октября 1955, Париж) — французский издатель, основатель одноимённого издательства.

## Биография
Бернар Грассе родился в 1881 году в Шамбери. Рано осиротев, он воспитывался дядей. Окончив университет в Монпелье по специальности «право и экономика», в 1907 году Грассе переехал в Париж. Там он познакомился с писателями — Жаном Мореасом, Эмилем Фаге, Жаном Жироду — и постепенно пришёл к решению стать издателем. В том же году Грассе основал «Эдисьон нувель» (фр. Les Editions Nouvelles, буквально «Новое издательство»), ставшее успешным после публикации произведений, получивших Гонкуровскую премию.
В 1913 году Грассе опубликовал (за счёт автора) первую часть романного цикла Марселя Пруста, «По направлению к Свану», после того как рукопись отвергли другие издательства. Начиная с 1920 года Грассе публикует «четверых М»: Моруа, Мориака, Монтерлана и Морана. Затем к авторам, которые печатаются у Грассе, добавляются Кокто, Радиге, Сандрар, Геенно, Жионо, Супо, Рамю, Мальро и другие. Именно Грассе первым начал издавать книги тиражом не 2000—2500 экземпляров, как то было принято, а 10 000 экземпляров; кроме того, он стоит у истоков литературной рекламы.
После Второй мировой войны Грассе, обвинённый в коллаборационизме, был вынужден прервать издательскую деятельность. В 1950 году он вновь возглавил издательство, но в 1954 году передал права на него издательству «Ашет». Директором реорганизованного издательства стал его племянник Бернар Прива, а в 1967 году оно объединилось с издательством «Фаскель».
Бернар Грассе умер 20 октября 1955 года и похоронен на кладбище Пер-Лашез.